# Barnard Castle
Barnard Castle – miasto i civil parish w Wielkiej Brytanii, w Anglii, w regionie North East England, w hrabstwie Durham. W 2011 roku civil parish liczyła 5495 mieszkańców.